# Especiação híbrida

Duas espécies se acasalam, resultando em um híbrido apto que é incapaz de se acasalar com membros de sua espécie original.

A especiação híbrida é uma forma de especiação em que a hibridização entre duas espécies diferentes leva a uma nova espécie, isolada reprodutivamente da espécie-mãe. Anteriormente, acreditava-se que o isolamento reprodutivo entre duas espécies e seus pais era particularmente difícil de ser alcançado e, portanto, as espécies híbridas eram consideradas muito raras. Com o aumento do acesso à análise de DNA na década de 1990, foi demonstrado que a especiação híbrida é um fenômeno um tanto comum, principalmente em plantas. Na nomenclatura botânica, uma espécie híbrida também é chamada de notoespécie. As espécies híbridas são, por natureza, polifiléticas.

## Ecologia
Um híbrido pode, ocasionalmente, ser mais bem adaptado ao ambiente local do que a linhagem parental e, como tal, a seleção natural pode favorecer esses indivíduos. Se o isolamento reprodutivo for alcançado posteriormente, poderá surgir uma espécie separada. O isolamento reprodutivo pode ser genético, ecológico [en], comportamental, espacial ou uma combinação desses fatores.
Se o isolamento reprodutivo não se estabelecer, a população híbrida poderá se fundir com uma ou ambas as espécies parentais. Isso levará a um influxo de genes estranhos na população parental, uma situação chamada de introgressão. A introgressão é uma fonte de variação genética e pode, por si só, facilitar a especiação. Há evidências de que a introgressão é um fenômeno onipresente em plantas e animais, até mesmo em humanos, onde o material genético dos neandertais e denisovanos é responsável por grande parte dos genes imunológicos em populações não africanas.

### Restrições ecológicas
Para que uma forma híbrida persista, ela deve ser capaz de explorar os recursos disponíveis melhor do que as espécies parentais, com as quais, na maioria dos casos, terá de competir. Por exemplo: embora os ursos-pardos e os ursos-polares possam se acasalar e gerar descendentes, um híbrido (urso-grolar) é aparentemente menos adequado em qualquer um dos nichos ecológicos dos pais do que as próprias espécies originais dos pais. Portanto, embora o híbrido seja fértil (ou seja, capaz de se reproduzir e, portanto, teoricamente poderia se propagar), essa adaptação deficiente provavelmente não daria suporte ao estabelecimento de uma população permanente.
Da mesma forma, leões e tigres historicamente se sobrepuseram em uma parte de sua área de distribuição e podem teoricamente produzir híbridos selvagens: ligres, que são um cruzamento entre um leão macho e uma tigresa fêmea, e tigreões, que são um cruzamento entre um tigre macho e uma leoa fêmea; no entanto, tigres e leões até agora só se hibridizaram em cativeiro. Em ambos os tigres e leões, as fêmeas são férteis e os machos são estéreis. Um desses híbridos (o tigre) carrega genes inibidores de crescimento de ambos os pais e, portanto, é menor do que qualquer uma das espécies parentais e pode, na natureza, entrar em competição com carnívoros menores, por exemplo, o leopardo. O outro híbrido, o ligre, acaba sendo maior do que qualquer um de seus pais: cerca de 450 kg totalmente crescido. Não se conhecem híbridos de tigre e leão na natureza e as áreas de distribuição das duas espécies não se sobrepõem mais (os tigres não são encontrados na África e, embora houvesse anteriormente uma sobreposição na distribuição das duas espécies na Ásia, ambas foram extirpadas de grande parte de suas respectivas áreas históricas e o leão asiático agora está restrito ao Parque Nacional da Floresta de Gir, onde os tigres estão ausentes).
Algumas situações podem favorecer a população híbrida. Um exemplo é a rápida mudança dos tipos de ambiente disponíveis, como a flutuação histórica do nível da água no Lago Malawi, uma situação que geralmente favorece a especiação. Uma situação semelhante pode ser encontrada quando espécies intimamente relacionadas ocupam uma cadeia de ilhas. Isso permitirá que qualquer população híbrida presente se desloque para habitats novos e desocupados, evitando a competição direta com as espécies parentais e dando à população híbrida tempo e espaço para se estabelecer. A genética também pode ocasionalmente favorecer os híbridos. No Parque Nacional de Amboseli, no Quênia, os babuínos-amarelos e os babuínos-anubis cruzam regularmente entre si. Os machos híbridos atingem a maturidade mais cedo do que seus primos de raça pura, criando uma situação em que a população híbrida pode, com o tempo, substituir uma ou ambas as espécies parentais na área.

## Genética da hibridização
A genética é mais variável e maleável nas plantas do que nos animais, provavelmente refletindo o nível de atividade mais alto nos animais. A genética dos híbridos será necessariamente menos estável do que a das espécies que evoluem por isolamento, o que explica por que as espécies híbridas parecem mais comuns nas plantas do que nos animais. Muitas culturas agrícolas são híbridos com conjuntos de cromossomos duplos ou até triplos. Ter vários conjuntos de cromossomos é chamado de poliploidia. A poliploidia geralmente é fatal em animais, onde conjuntos extras de cromossomos perturbam o desenvolvimento fetal, mas é frequentemente encontrada em plantas. Uma forma de especiação híbrida que é relativamente comum em plantas ocorre quando um híbrido infértil se torna fértil após a duplicação do número de cromossomos.
A hibridização sem alteração no número de cromossomos é chamada de especiação híbrida homoploide. Essa é a situação encontrada na maioria dos híbridos de animais. Para que um híbrido seja viável, os cromossomos dos dois organismos terão de ser muito semelhantes, ou seja, as espécies parentais devem estar intimamente relacionadas, caso contrário, a diferença na disposição dos cromossomos tornará a mitose problemática. Com a hibridização poliploide, essa restrição é menos acentuada.
Os números de cromossomos supernumerários podem ser instáveis, o que pode levar à instabilidade na genética do híbrido. A rã comestível europeia parece ser uma espécie, mas, na verdade, é um híbrido triploide semipermanente entre Pelophylax lessonae e P. ridibundus. Na maioria das populações, a população de rãs comestíveis depende da presença de pelo menos uma das espécies-mãe para ser mantida, pois cada indivíduo precisa de dois conjuntos de genes de uma espécie-mãe e um da outra. Além disso, o gene de determinação do sexo masculino nos híbridos só é encontrado no genoma da P. lessonae, o que prejudica ainda mais a estabilidade. Essa instabilidade também pode levar à rápida redução do número de cromossomos, criando barreiras reprodutivas e, portanto, permitindo a especiação.

## Especiação híbrida em animais

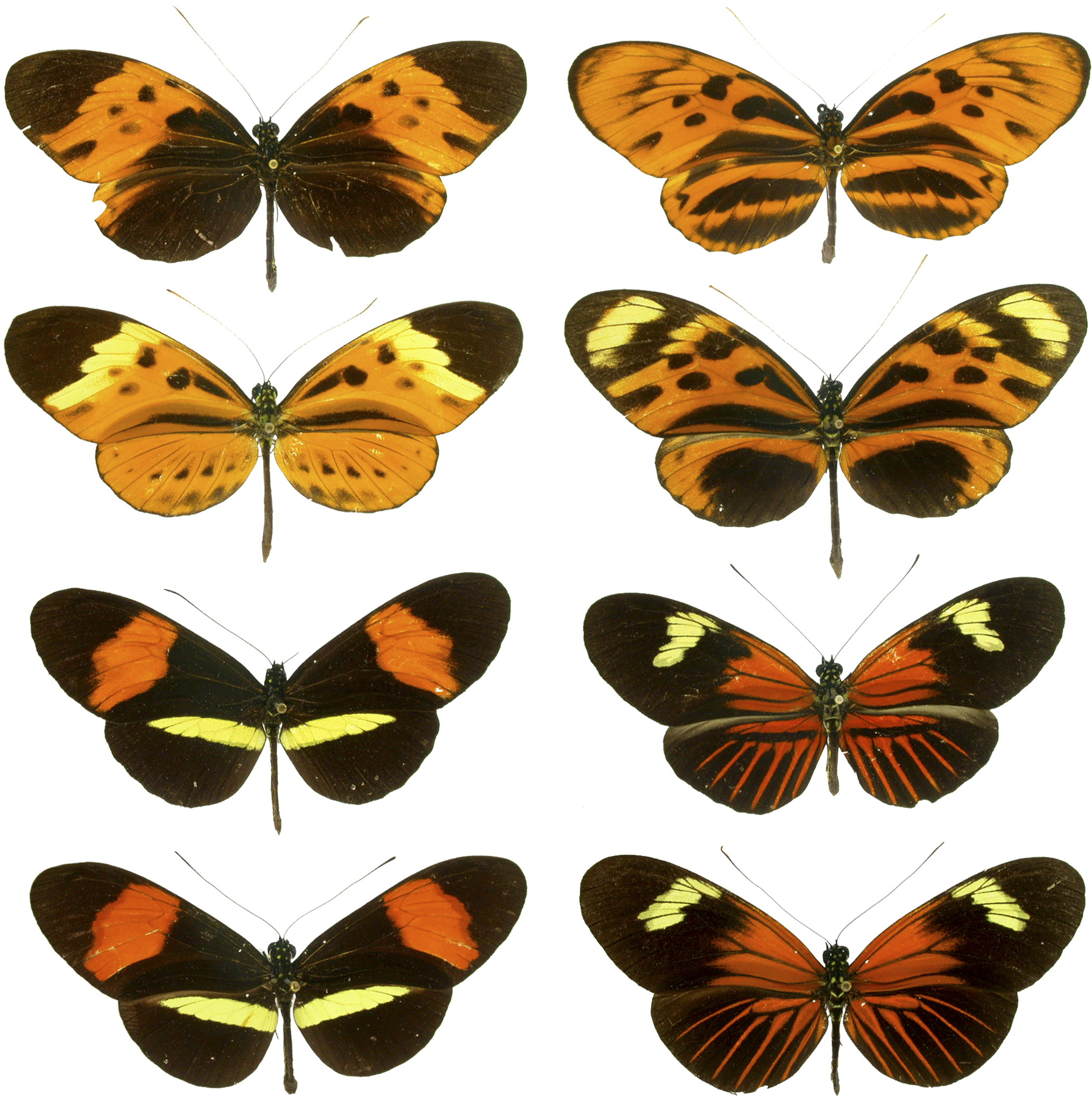
Espécies de Heliconius intimamente relacionadas

### Especiação híbrida homoploide
A especiação híbrida em animais é principalmente homoploide. Embora se pense que não seja muito comum, algumas espécies de animais são o resultado da hibridização, principalmente insetos, como as moscas-das-frutas tefritídeas que habitam as plantas Lonicera e as borboletas Heliconius, bem como alguns peixes, um mamífero marinho, o golfinho-clímene, alguns pássaros, e alguns sapos Bufotes.
Um pássaro é uma forma sem nome de tentilhão de Darwin da Ilha Daphne Major, em Galápagos, descrita em 2017 e provavelmente fundada no início dos anos 1980 por um tentilhão-dos-cactos-da-espanhola macho da Ilha Espanhola e uma tentilhão-terrestre-médio fêmea de Daphne Major. Outro é o moleiro-grande, que tem uma semelhança genética surpreendente com o moleiro-pomarino, fisicamente muito diferente; a maioria dos ornitólogos agora supõe que ele seja um híbrido entre o moleiro-pomarino e um dos moleiros da região sul. O dançador-de-coroa-dourada foi formado há 180.000 anos pela hibridização entre os uirapuru-de-chapéu-branco e os cabeça-de-prata.
Um estudo de DNA de 2021 determinou que o mamute-colombiano da América do Norte era uma espécie híbrida entre mamutes-lanosos e outra linhagem, descoberta em Krestovka, descendente de mamutes-da-estepe. As duas populações haviam divergido do mamute-da-estepe ancestral no início do Pleistoceno. A análise do material genético recuperado de seus restos mortais mostrou que metade dos ancestrais dos mamutes-colombianos se originou da linhagem de Krestovka e a outra metade dos mamutes-lanudos, com a hibridização ocorrendo há mais de 420.000 anos, durante o Pleistoceno Médio. Essa é a primeira evidência de especiação híbrida obtida de DNA pré-histórico.

### Vários híbridos durante a divergência rápida
As espécies que divergem rapidamente podem, às vezes, formar várias espécies híbridas, dando origem a um complexo de espécies, como vários gêneros de peixes ciclídeos fisicamente divergentes, mas intimamente relacionados, no Lago Malawi. O gênero de pato Anas tem uma história de divergência muito recente, muitas das espécies são inter-férteis e acredita-se que algumas delas sejam híbridas. Embora as espécies híbridas geralmente pareçam raras em mamíferos, o lobo-vermelho americano parece ser uma espécie híbrida do complexo de espécies Canis, entre o lobo-cinzento e o coiote. A hibridização pode ter levado às borboletas Heliconius, ricas em espécies, embora essa conclusão tenha sido criticada.

## Especiação híbrida em plantas
A especiação híbrida ocorre quando duas linhagens divergentes (por exemplo, espécies) com histórias evolutivas independentes entram em contato e se cruzam. A hibridização pode resultar em especiação quando as populações híbridas ficam isoladas das linhagens parentais, levando à divergência das populações parentais.

### Especiação híbrida poliploide
Nos casos em que os híbridos de primeira geração são viáveis, mas inférteis, a fertilidade pode ser restaurada pela duplicação de todo o genoma (poliploidia), resultando em isolamento reprodutivo e especiação poliploide. A especiação poliploide é comumente observada em plantas porque sua natureza permite que elas suportem duplicações de genoma. Os poliploides são considerados uma nova espécie porque a ocorrência de uma duplicação de todo o genoma impõe barreiras pós-zigóticas, o que permite o isolamento reprodutivo entre as populações parentais e a descendência híbrida. Os poliploides podem surgir por meio de mutações de etapa única ou por meio de pontes triploides. Nas mutações de etapa única, os alopoliploides são o resultado de gametas não reduzidos em cruzamentos entre linhagens divergentes. Os híbridos F1 produzidos a partir dessas mutações são inférteis devido à falha no emparelhamento bivalente dos cromossomos e na segregação em gametas, o que leva à produção de gametas não reduzidos por meiose de divisão única, o que resulta em gametas diploides (2N) não reduzidos. As pontes triploides ocorrem em baixas frequências nas populações e são produzidas quando gametas não reduzidos se combinam com gametas haploides (1N) para produzir uma prole triploide que pode funcionar como uma ponte para a formação de tetraploides. Em ambos os caminhos, os híbridos poliploides são reprodutivamente isolados dos pais devido à diferença de ploidia. Os poliploides conseguem permanecer nas populações porque geralmente sofrem menos depressão por endogamia e têm maior autofertilidade.

### Especiação híbrida homoploide
A especiação homoploide (diploide) é outro resultado da hibridização, mas os híbridos permanecem diploides. É menos comum em plantas do que a especiação poliploide porque, sem a duplicação do genoma, o isolamento genético deve se desenvolver por meio de outros mecanismos. Estudos sobre populações híbridas diploides de íris-do-Luisiana mostram como essas populações ocorrem em zonas híbridas criadas por distúrbios e ecótonos (Anderson 1949). Novos nichos podem permitir a persistência de linhagens híbridas. Por exemplo, as espécies híbridas estabelecidas de girassol (Helianthus) mostram fenótipos transgressivos e apresentam divergência genômica que as separa das espécies parentais.